# ماهیگیری باکلانی

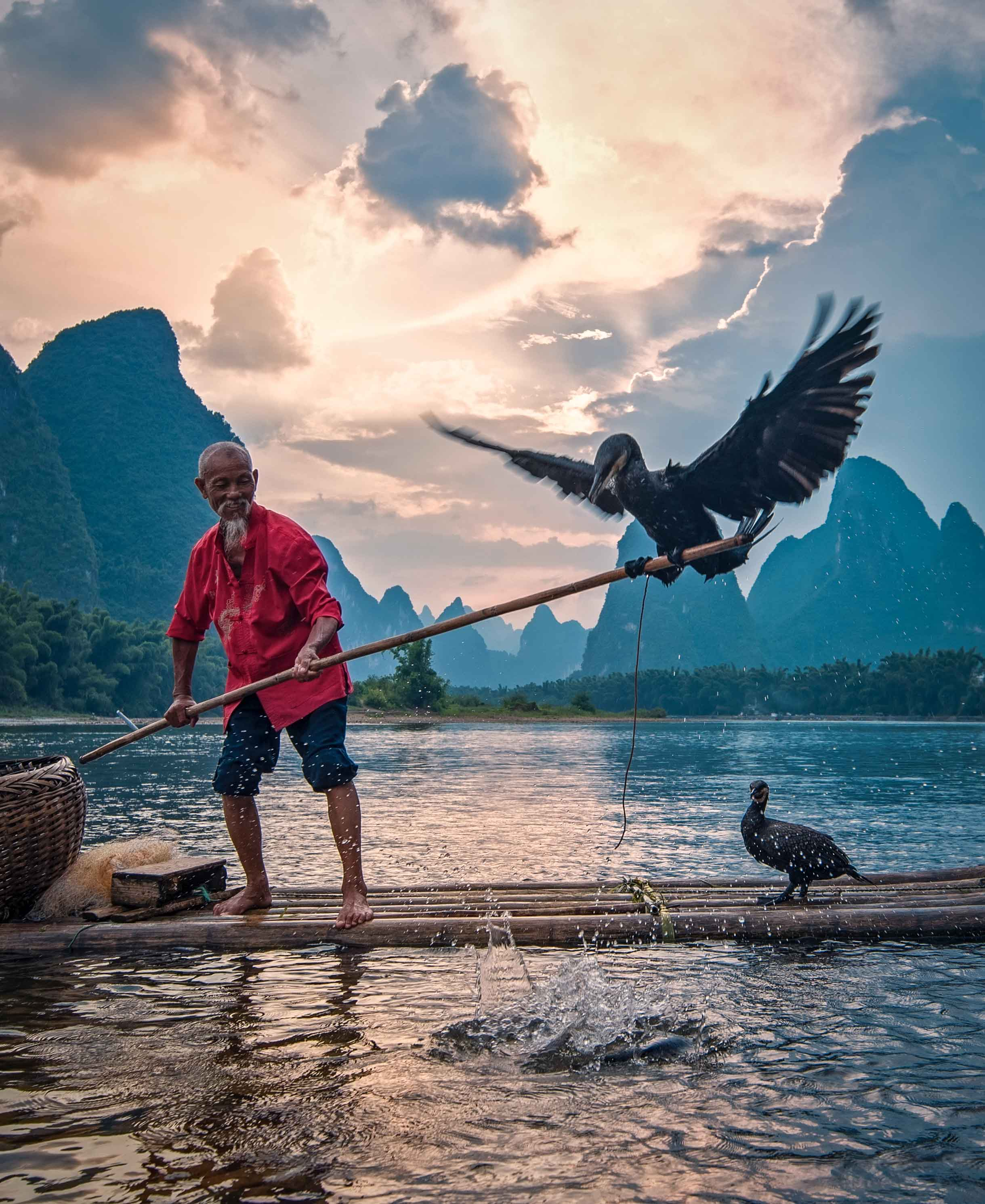
ماهیگیری باکلانی یانگشو

ماهیگیری باکلانی (به انگلیسی: Cormorant fishing) یک روش سنتی ماهیگیری است که در آن ماهیگیران از باکلان‌های آموخته برای صید ماهی در رودخانه‌ها استفاده می‌کنند. از لحاظ تاریخی، صید باکلان در چین و ژاپن، و همچنین یونان، مقدونیه شمالی، و به‌طور خلاصه، انگلستان و فرانسه صورت گرفته است. گاهی به عنوان «ماهیگیری مرغابی» شناخته می‌شود، این روش به عنوان روشی توسط ژاپنی‌های باستان در کتاب سوئی، تاریخ رسمی سلسله سوئی چین، که در سال ۶۳۶ پس از میلاد تکمیل شد، تأیید شده است. اگرچه ماهیگیری باکلانی زمانی یک شرکت موفق بود، امروزه کاربرد اصلی آن برای خدمت به صنعت گردشگری است. این روش ماهیگیری صنعتگر دیگر در هیچ‌کجا به جز جنوب غربی چین استفاده نمی‌شود، جایی که در معرض خطر رقابت با روش‌های نوین است.
برای کنترل پرندگان، ماهیگیران یک دام شل را نزدیک پایه گلوی پرنده می‌بندند. این تله، پرنده را از بلعیدن ماهی‌های کوچک بازنمی‌دارد، بلکه از بلعیدن ماهی‌های بزرگ‌تر که به‌طور موقت در گلوگاه خود نگه داشته می‌شوند، جلوگیری می‌کند. وقتی باکلان ماهی را در گلویش گرفت، ماهیگیر پرنده را به قایق برمی‌گرداند و از او می‌خواهد که ماهی را پس بدهد.
انواع باکلان به‌کاررفته بر اساس مکان متفاوت است. ماهیگیران چینی معمولاً از باکلان بزرگ (Phalacrocorax carbo) بهره‌گیری می‌کنند، در حالی که باکلان ژاپنی (Phalacrocorax capillatus) در ژاپن و باکلان نوگرمسیری (Nannopterum brasilianum) در پرو استفاده می‌شود. گاهی از مارگردن‌ها (پرندگان از سردهٔ Anhinga) که از بستگان باکلان‌ها هستند نیز برای این روش ماهیگیری بهره‌گیری می‌شود.

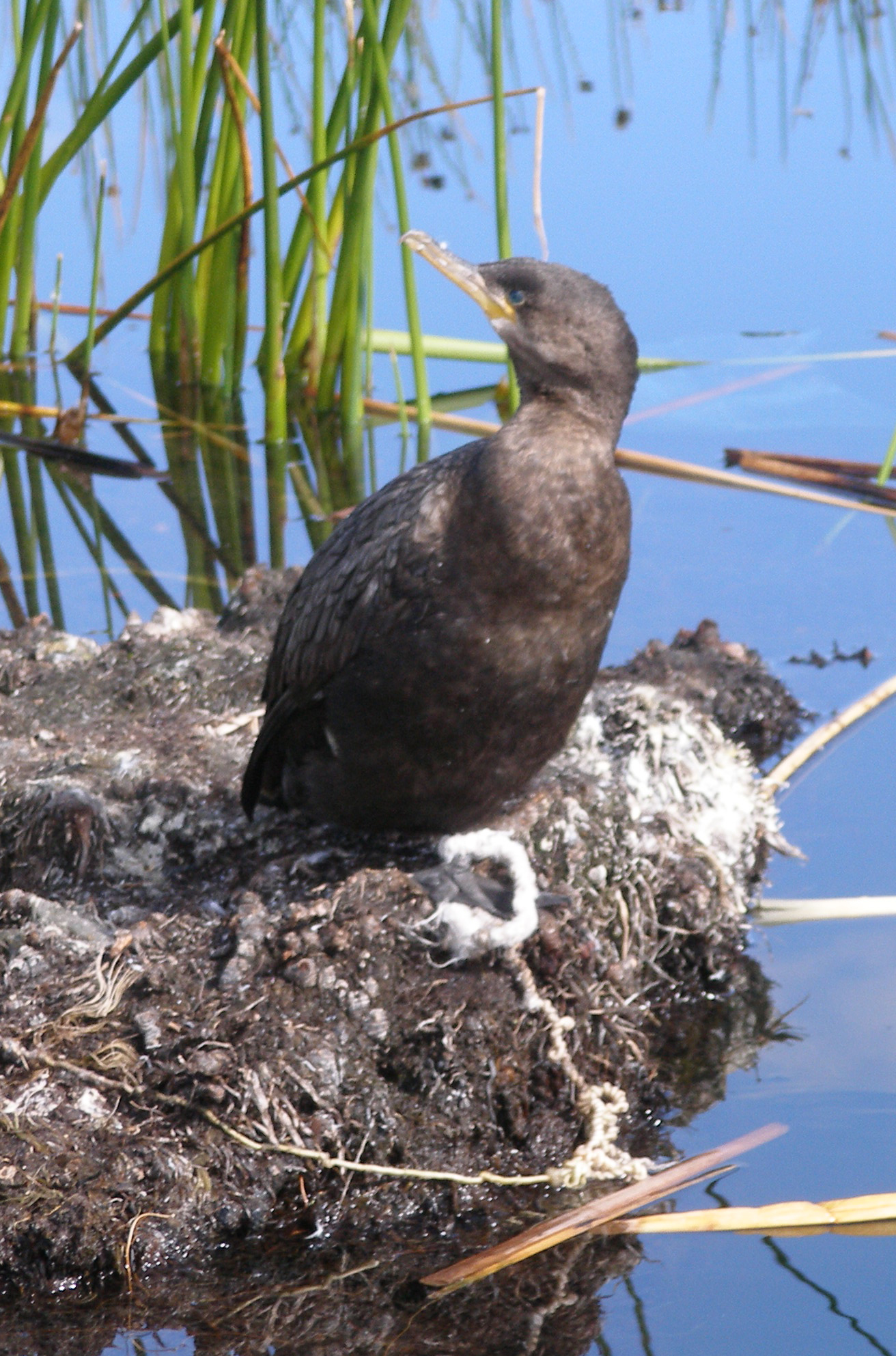
باکلان افساری که برای ماهیگیری در دریاچه تیتیکاکا استفاده می‌شود